# Suffer Well
 «Suffer Well»  — третій сингл з альбому  Playing the Angel  групи Depeche Mode вийшов 27 березня 2006.

## Про синглі
Suffer Well — перша пісня Depeche Mode, автором тексту якого є Дейв Гаан . «Suffer Well» також є першою композицією групи з 1984, текст якого не написаний Мартіном Гором . Бі-сайдом синглу є пісня «Better Days», яку самі учасники групи описали як «індастріал-панк». Сингл-версія пісні «Suffer Well» трохи коротше альбомної.
У 2007 пісня «Suffer Well» була номінована на премію «Греммі» у категорії «Найкращий танцювальний запис», але програла пісні «SexyBack» Джастіна Тімберлейка .
Сингл досяг 38-го місця в чарті «Modern Rock Tracks» і 1-го місця на «Hot Dance Music/Club Play». Також сингл розташувався на 12-му місці у британському чарті, тим самим випередивши позиції, досягнуті попереднім синглом Depeche Mode «A Pain That I'm Used To».